# Anipunk
Gli Anipunk (アニパンク?) sono un gruppo rock giapponese, specializzato in canzoni anime e punk rock. Nel 1997 è stato formato grazie al produttore Koji Ide. Nel marzo del 1997 esce il loro singolo d'esordio, anch'esso chiamato Anipunk, con cantante GERU-C His Excellency MC Hitoshi (ZINGI), Koji Ide e Takao Imao degli ex Brand New Monkeys alle chitarre. Successivamente hanno pubblicato un album e un singolo nell'ottobre 1997, ma da allora il gruppo non è più attivo da molto tempo. Tuttavia, nel 2002, si è tenuto un concerto dal vivo per commemorare l'uscita dell'album del 1997, pubblicato in un secondo momento come CD. Il 24 giugno 2009 si sono esibiti allo Shinjuku LOFT e l'anno successivo al JAPAN EXPO 2010 a Parigi.